# District de Jalandhar
Le district de Jalandhar est un des 22 districts de l'État indien du Pendjab.